# Gösta Sandeborg
Carl Oof Gösta Sandeborg, född den 12 april 1899 i Stockholm, död där den 16 december 1975, var en svensk jurist. Han var son till Martin Sandeborg.
Sandeborg avlade studentexamen 1917 och juris kandidatexamen 1923. Han genomförde tingstjänstgöring i Östra Göinge samt Gärds och Albo domsaga 1923–1925 och var amanuens i Medicinalstyrelsen 1926–1928, i Kommerskollegium 1927–1936. Sandeborg blev assessor i Kammarrätten 1936 och föredragande i Regeringsrätten 1939. Han var kammarrättsråd 1943–1966 (tillförordnat 1942) och divisionsordförande 1959–1966. Sandeborg blev riddare av Nordstjärneorden 1946 och kommendör av samma orden 1961.